# Jann M. Witt
Jann Markus Witt (* 20. September 1967 in Eckernförde) ist ein deutscher Historiker und Sachbuchautor, der vor allem zur Geschichte der Seefahrt publiziert.

## Leben
Nach dem Abitur 1988 an der Jungmannschule leistete Witt Grundwehrdienst als Marinesicherungssoldat. Von 1989 bis 1995 studierte er Mittlere und Neuere Geschichte, Politische Wissenschaft und Öffentliches Recht an der Christian-Albrechts-Universität zu Kiel (M.A. 1995) und der Thames Valley University in Ealing. 1999 wurde er in Kiel mit einer Arbeit über die nordeuropäischen Handelsschiffskapitäne vom 17. bis zum 19. Jahrhundert zum Dr. phil. promoviert. Er war Promotionsstipendiat der Friedrich-Naumann-Stiftung und wurde durch den Privatdozenten Martin Rheinheimer fachlich unterstützt.
Danach war er beim Schleswig-Holsteinischen Zeitungsverlag tätig. 2003/04 war er Referent für Begabtenförderung der Friedrich-Naumann-Stiftung. 2005 wurde er Dozent an der Nordsee Akademie in Leck. Außerdem beriet er den Deutschen Marinebund, dessen Historiker er seit 2008 am Marine-Ehrenmal Laboe ist. Seine Schwerpunkte sind die europäische Seefahrts- und Marinegeschichte, die Landesgeschichte Schleswig-Holsteins und die Geschichte der Hanse.
Witt ist Mitglied des Wissenschaftlichen Beirats der Deutschen Gesellschaft für Schiffahrts- und Marinegeschichte. Als aktiver Reserveoffizier (Fregattenkapitän d.R.) übte er u. a. als Lehrstabsoffizier für Wehrgeschichte an der Marineschule Mürwik in Flensburg.

## Schriften (Auswahl)
Monographien
- Master next God? Der nordeuropäische Handelsschiffskapitän vom 17. bis zum 19. Jahrhundert. (= Schriften des Deutschen Schiffahrtsmuseums. Bd. 57). Convent, Hamburg 2001, ISBN 3-934613-25-X.
- Horatio Nelson. Triumph und Tragik eines Seehelden. Sein Leben und seine Zeit. 1758–1805. Koehler, Hamburg 2005, ISBN 3-7822-0925-7.
- Die Ostsee. Schauplatz der Geschichte. Primus, Darmstadt 2009, ISBN 978-3-89678-358-5.
- Von Schwarz-Rot-Gold zu Schwarz-Rot-Gold. Eine kurze Geschichte der deutschen Marinen von 1848 bis heute. Palmedia, Berlin 2011, ISBN 978-3-9813375-2-5.
- Piraten. Eine Geschichte von der Antike bis heute. Primus, Darmstadt 2011, ISBN 978-3-89678-835-1.
- Seefahrtsgeschichte Schleswig-Holsteins in der Neuzeit. (= Schriftenreihe der Deutschen Maritimen Akademie. Bd. 2). Boyens, Heide 2012, ISBN 978-3-8042-1367-8.
- Eroberer der Meere. Krieger, Händler und Entdecker von der Antike bis heute. Theiss, Darmstadt 2014, ISBN 978-3-8062-2597-6.
- Die Bounty war sein Schicksal. Das abenteuerliche Leben des William Bligh. Primus, Darmstadt 2014, ISBN 978-3-86312-041-2.
- Deutsche Marinegeschichte. [1848 bis heute]. Palm, Berlin 2015, ISBN 978-3-944594-23-1.
- mit Robin McDermott: Scarborough Bombardment. Der Angriff der deutschen Hochseeflotte auf Scarborough, Whitby und Hartlepool am 16. Dezember 1914. Palm, Berlin 2016, ISBN 978-3-944594-50-7.
- 125 Jahre Deutscher Marinebund. Vom Marine-Ehemaligenverband zur größten maritimen Interessenvertretung Deutschlands. Deutscher Marinebund, Laboe 2016, ISBN 978-3-9817375-0-9.
- mit Christian Jentzsch: Der Seekrieg 1914–1918. Die Kaiserliche Marine im Ersten Weltkrieg. Theiss, Darmstadt 2016, ISBN 978-3-8062-3272-1.

Herausgeberschaften
- mit Heiko Vosgerau: Schleswig-Holstein von den Ursprüngen bis zur Gegenwart. Eine Landesgeschichte. Convent, Hamburg 2002, ISBN 3-934613-39-X.
- mit Thomas Riis: A tale of two cities. Berlin – Kopenhagen 1650–1930. Ludwig, Kiel 2005, ISBN 3-937719-26-1.
- Eckernförde. Geschichte einer Hafen- und Marinestadt. Convent, Hamburg 2006, ISBN 3-934613-96-9.
- mit Heiko Vosgerau: Geschichte Schleswig-Holsteins. Anschaulich – spannend – verständlich. Boyens, Heide 2010, ISBN 978-3-8042-1313-5.